# 아빠와 딸의 7일간
《아빠와 딸의 7일간》(パパとムスメの7日間 파파토무스메노나노카칸[*])은 일본 TBS의 드라마이다. 7부작이며 2007년 7월 1일부터 같은 해 8월 19일까지 매주 일요일 밤 9시에 방송되었다. 각본은 아라이 슈코, 와타나베 치호가 연출은 타카나리 마호코, 요시다 켄이 맡았다. 이가라시 타카히사의 동명의 소설을 원작으로 하였다.

## 줄거리
카와하라 쿄이치로는 화장품 회사 '비세이(美生)'의 샐러리맨으로 아내 리에코와와 고등학생 딸 코우메와 함께 단란한 가정을 꾸리고 있다. 딸 코우메를 사랑하지만, 딸이 사춘기에 접어들면서 지난 2년간 딸과 제대로 대화를 해본 적이 없다.
가족 모두 처갓집에 갔다 다음날 아침 딸과 전철을 타고 돌아오는 길에 지진이 발생한다. 딸을 구하겠다는 일념으로 전철 안에서 둘이 꼭 껴안고 있었다. 깨어보니 병원. 뭔가 이상한 느낌이 들어 살펴보니 아빠와 딸이 바뀌어 있다. 그 후 둘의 아슬아슬한 나날이 펼쳐지는데...

## 등장 인물
- 카와하라쿄이치로 : 다치 히로시

아내:카와하라 리에코, 딸:카와하라 코우메 '비세이(美生) 화장품' 홍보부 부부장인 샐러리맨. 회사에서 기획 중인 신제품 '레인보우 드림'(틴에이저를 주된 타겟으로 한 향수) 개발 프로젝트 팀의 리더.
- 카와하라리에코 : 아소 유미

본명:쿠니에다 리에코, 남편:카와하라 쿄이치로, 딸:카와하라 코우메
- 쿠니에다히소카 : 사사키 스미에

딸:쿠니에다 자매, 손녀:카와하라 코우메 치바의 산속 깊이 살고, 복숭아를 가져가게 한다. '코오리야마 키요시'의 열렬한 팬. 복숭아의 전설을 자세히 알고있다.
- 쿠니에다토시코 : 코쥬 타츠키

동생:쿠니에다 리에코, 조카:카와하라 코우메. 히소카와 마찬가지로 '코오리야마 키요시'의 팬. 코우메네 집에 올 때는 꼭 히소카와 함께 온다.

### 사쿠라다이키타고교
- 카와하라코우메 : 아라가키 유이 (아역 이시이 모모카) - 좋아하는사람:오오스기켄타(짝사랑상대)

아빠:카와하라 쿄이치로, 엄마:카와하라 리에코 고교 2학년. 문자 빨리 치기가 가장 자신있으며 반에서 넘버 1이었다. 사고로 아빠 쿄이치로와 몸이 바뀐다. 아빠와 몸이 바뀌고 난 뒤 회의 등을 통해 어른의 대단함을 이해하고, 원래로 돌아가고 나서는 사이가 좋아졌다.
- 오오스기켄타 : 카토 시게아키 (NEWS) - 좋아하는사람:카와하라코우메(짝사랑상대)

축구부 소속의 3학년. 에이스 스트라이커. 예의바른 청년이며 쿄이치로를 존경한다.
- 나카야마리츠코 : 모리타 아야카

코우메의 반 친구이자 소꿉친구. 옛날부터 코우메와 사이가 좋고, 쿄이치로한테서는 '릿짱'이라고 불린다. 축구부 매니저. '토모히로'와 교제하고 있다.

### 비세이 화장품
- 나카지마코스케 : 야시마 노리토

신제품 개발 프로젝트 팀의 멤버이며 쿄이치로의 부하. 처음에는 무슨 일에든 빈정거렸지만 조금씩 일에 정열을 되찾아 간다. '니시노'에게 호의를 품고 있으며, 최종적으로는 사귀게 된다.
- 니시노와카코 : 사다 마유미

신제품 개발 프로젝트 팀의 멤버. '전 미스 비세이 화장품', '비서과 미인'이라고도 불렸을만큼의 재색 겸비. 어떤 이유로 비서과에서 이동을 청원했다. 우울해 있을 때 상냥하게 해 준 쿄이치로가 자신을 좋아한다고 생각한 것이 연정으로 발전했다. 사랑에는 상당히 적극적이다. 10년에 한번 열리는 복숭아의 존재를 알고, 그 힘으로 쿄이치로의 아내 리에코와 영혼이 바뀌는 것을 계획한다.

## 제작진
- 각본 : 아라이 슈코, 와타나베 치호, 토쿠나가 유이치
- 연출 : 타카나리 마호코, 요시다 켄, 나스다 준
- 연출 보조 : 나카마에 유지, 나카이 요시히코, 오야마 코이치로, 이즈미 마사히데
- 프로듀서 : 나스다 준, 츠루 마사아키
- 음악 : 야마시타 케이스케

## 주제가·O.S.T.
- 별가루 선셋 (일본어: 星屑サンセット 호시쿠즈선셋[*]) - YUKI
- 아빠와 딸의 7일간 (일본어: パパとムスメの7日間 파파토무스메노나노카칸[*]) - 야마시타 케이스케

## 방송일·부제·시청률
| 각 화             | 방송일          | 부제                                                                           | 부제 (편성표)                                    | 극본                        | 시청률 |
| ----------------- | --------------- | ------------------------------------------------------------------------------ | ------------------------------------------------ | --------------------------- | ------ |
| 제1화             | 2007년 7월 1일  | 진짜!? 아빠가 나로, 내가 아빠로-                                               | 몸과 마음이 뒤바뀌었다! 아빠가 나로, 내가 아빠로 | 아라이 슈코 토쿠나가 유이치 | 14.0%  |
| 제2화             | 2007년 7월 8일  | 아빠 때문에 실연!? 딸 때문에 정리 해고!?                                       | 아빠의 첫 데이트                                 | 아라이 슈코                 | 12.8%  |
| 제3화             | 2007년 7월 15일 | 아빠 때문에 유급!? 딸 때문에 부부 위기!?                                       | 어른은 정말 힘들어                               | 와타나베 치호               | 13.1%  |
| 제4화             | 2007년 7월 22일 | 결전! 딸의 어전회의!!                                                          | 결전! 어전회의                                   | 와타나베 치호               | 14.1%  |
| 제5화             | 2007년 8월 5일  | ‘왜냐하면, 나, 코우메인 걸!’ 이제 돌아가고 싶은 7일째! 폭풍같은 고백! 3자 면담 | 나, 코우메인 걸                                  | 아라이 슈코                 | 16.7%  |
| 제6화             | 2007년 8월 12일 | ‘이제, 원래로 돌아갈 수!! 있을지도?’ 전설의 복숭아의 비밀                      | 원래대로 돌아갈 수 있어!!                        | 와타나베 치호               | 11.9%  |
| 제7화 (최종회)    | 2007년 8월 19일 | ‘아빠, 고마워...’ -7일간의 비밀!                                               | 7일간의 비밀                                     | 아라이 슈코                 | 14.5%  |
| 평균 시청률 13.9% |                 |                                                                                |                                                  |                             |        |